# Rio São Lourenço (vattendrag i Brasilien, Mato Grosso do Sul)
Rio São Lourenço är ett vattendrag i Brasilien.   Det ligger i delstaten Mato Grosso do Sul, i den centrala delen av landet, 1 000 km väster om huvudstaden Brasília.
Omgivningen kring Rio São Lourenço består huvudsakligen av våtmarker. Området är nästan obefolkat, med mindre än två invånare per kvadratkilometer.